# Rodmar
Rodmar är ett svenskt namn som har sitt ursprung i fornsvenskans Hróðmarr.
Cirka åtta män i Sverige bär det som förnamn varav fyra som tilltalsnamn. 26 personer bär namnet som efternamn.

## Fotnoter
1. ↑  ”Namnsök - Statistika centralbyrån”. Arkiverad från originalet den 25 februari 2011. https://web.archive.org/web/20110225080129/http://www.scb.se/Pages/NameSearch.aspx?id=259432. Läst 23 november 2012.